# Агава прицветниковая
Агава прицветниковая (лат. Agave bracteosa) — суккулент, вид рода Агава (Agave) семейства Агавовые (Agavaceae). Родина Мексика.

## Ботаническое описание
Розетка пауковидная, около 50 см высотой. Внешне напоминает Агаву Вильморена (лат. Agave vilmoriniana), но по сравнению с ней имеет более компактные размеры. Листья узкие, у основания 3—5 см шириной, линейные, мечевидные, мясистые, вогнутые, к концу постепенно сужаются, заостренные, имеют тенденцию к скручиванию, желтовато-зеленые, голые, без зубцов. В сравнение с остальными агавами этот вид имеет более мягкие и эластичные листья.

## Природный ареал
Эндемик, произрастает в относительно небольшом районе горной системы Сьерра-Мадре Восточная в Мексике. Встречается в интервале высот 900—1700 метров.